# L'Âme de Pierre
Pour plus de détails, voir Fiche technique et Distribution.
L'Âme de Pierre est un film français réalisé par Gaston Roudès, sorti en 1929.

## Fiche technique
- Titre : L'Âme de Pierre
- Réalisation : Gaston Roudès
- Scénario : Georges Lannes, d'après le roman de Georges Ohnet
- Photographie : Albert Duverger
- Pays d'origine :  France
- Production : Les Films Gaston Roudès
- Date de sortie : France, 6 septembre 1929

## Distribution
- Georges Lannes
- Gilbert Dany
- Jacqueline Forzane
- France Dhélia
- Jean Godard
- Léon Malavier
- Éliane Tayar